# Coccolithe

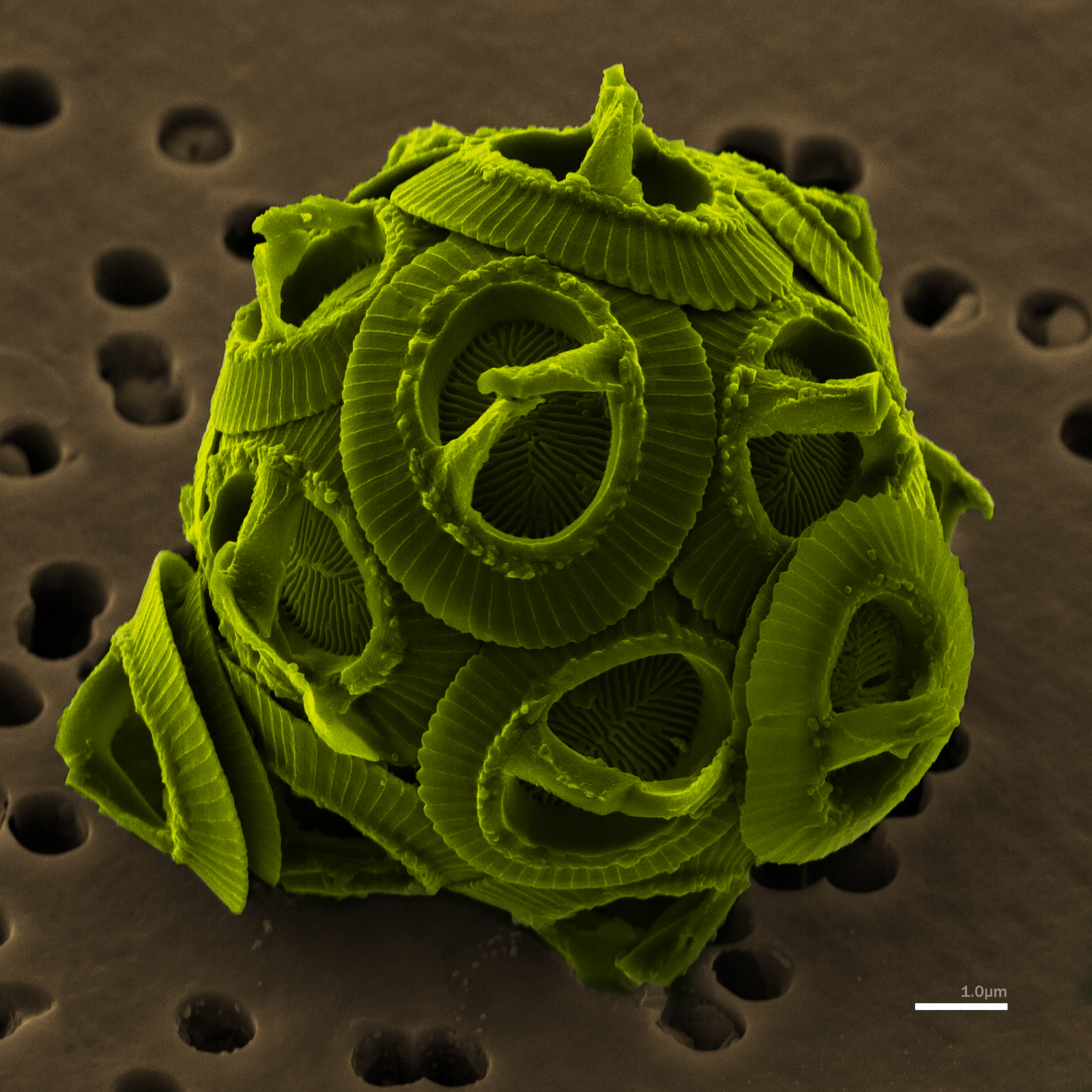
Microphotographie prise en microscopie électronique à balayage, de Gephyrocapsa oceanica, montrant les coccolithes qui s'assemblent en une enveloppe sphérique, la coccosphère.

Les coccolithes (du grec κοκκος « pépin », λίθος « pierre ») sont les plaques  de carbonate de calcium de un à une dizaine de micromètres de diamètre en forme de pépin qui protègent les coccolithophoridés (diverses espèces de microalgues du phytoplancton pélagique).
Les coccolithophoridés pèlent continuellement toute leur vie, et laissent  tomber sur les fonds marins (selon leur profondeur)[pas clair] leurs coccolithes. Ceux-ci s’accumulent et constituent une partie importante des roches sédimentaires d'origine biologique que l'on appelle la craie. Les nanofossiles de coccolithes ont été observés du Trias jusqu'à nos jours et sont fréquents au Crétacé, l'âge de la craie. Ils forment les importantes couches de sédiments qu'on peut observer dans les falaises de Douvres ou d'Étretat en Normandie.
Les cocolithes ont été découverts par un Allemand, Christian Gottfried Ehrenberg (1795-1876), et ce phénomène de sédimentation a été identifié par un Anglais, Thomas Henry Huxley (1825-1895).
Bien que la production des coccolithes nécessite beaucoup d’énergie, leur utilité pour les coccolithophoridés n'est pas claire. Plusieurs hypothèses ont été avancées :
- défense contre le broutage par le zooplancton ou l'infection par les parasites ;
- maintenance de la flottabilité ;
- évacuation du dioxyde de carbone pour la photosynthèse ;
- filtration de la dangereuse lumière ultra-violette.

## Utilisation
La craie coccolithique peut aider à dégrader les matières organiques de manière biologique. On peut ainsi par exemple réduire le niveau de la vase d'un étang tout en augmentant la biomasse microbienne et en bloquant les odeurs. Dans un premier temps, la craie agit en floculant les matières en suspension. Puis, au fur et à mesure qu'elle descend dans l'eau, elle dégrade les matières qui y sont présentes.

### Autre acception
En minéralogie, le mot coccolithe a également désigné un diopside ferrifère (pyroxène) que l'on trouve en grains arrondis de couleur vert olive.